# رقصة الموت (فلم 1969)
رقصة الموت (بالإنجليزية: Dance of Death) هو فيلم أبيض وأسود درامي بريطاني من إنتاج عام 1969 من إخراج ديفيد جايلز، الفيلم مقتبس من مسرحية "رقصة الموت" عام 1900 للكاتب أوغست ستريندبرغ كما قدمتها شركة المسرح الوطني. وهو من النجوم لورنس أوليفييه وجيرالدين ماك إيوان. أخرج المسرحية غلين بيام شو ، وأخرج نسخة الفيلم ديفيد جايلز. أعاد أوليفييه تمثيل دور إدغار ، وكررت جيرالدين دورها في أليس ، لكن روبرت ستيفنز ، الذي لعب دور كورت ، تم استبداله بروبرت لانج.

## ملخص الفيلم
كابتن مدفعية متمركز حول ذاته يخوض وزوجته السامة معارك ضارية متواصلة في حصنهما على الجزيرة المنعزلة قبالة سواحل السويد في مطلع القرن. تكشف أليس الممثلة السابقة التي ضحت بمسيرتها المهنية من أجل الحياة العسكرية المنعزلة مع إدغار، بمناسبة الذكرى السنوية الخامسة والعشرين لزواجهما الجحيم الحقيقي الذي كان عليه زواجهما. يعني إدغار المصاب بفصام الشخصية الذي يرفض الاعتراف بمرضه الشديد، يكافح من أجل الحفاظ على ضراوته وغروره مع تجاهل حياة اآخرين. استشعر أن زوجته أليس مع ابن عمها وعشيقها المحتمل كورت قد يتحالفون ضده ، ينتقم بقوة شريرة. تقوم أليس بإغراء كورت في وهم مشاركة مهمة عاطفية وتجنيده في مؤامرة لتدمير إدغار.

## طاقم الممثلين
- لورانس أوليفييه في دور إدغار
- جيرالدين ماك إيوان في دور أليس
- روبرت لانج في دور كورت
- جانينا فاي في دور جوديث
- مالكولم رينولدز في دور آلان
- جين واتس في دور المرأة العجوز
- بيتر بنري جونز في دور ملازم
- ماجي رايلي في دور كارين
- كارولين جونز في دور جيني
- فريدريك باين في دور حارس
- باري جيمس في دور حارس
- ديفيد ريال في دور سينتري